# Grzegorzewice (powiat grójecki)
Grzegorzewice (do 1996 Stare Grzegorzewice, dawn. Grzegorzewice Stare) – wieś sołecka w Polsce położona w województwie mazowieckim, w powiecie grójeckim, w gminie Warka.
Wieś szlachecka  położona była w drugiej połowie XVI wieku w powiecie wareckim ziemi czerskiej województwa mazowieckiego. W latach 1975–1998 miejscowość należała administracyjnie do województwa radomskiego.
Do 1996 r. - Stare Grzegorzewice;  do 2006 r. - istniała wieś Nowe Grzegorzewice (miejscowość włączona do wsi; nazwa zniesiona)
Przez miejscowość przebiega droga wojewódzka nr 731.